# Kontroll (film)
A Kontroll 2003-ban bemutatott magyar bűnügyi film, melyet Antal Nimród írt és rendezett. A budapesti metróban forgatott alkotás egy „fiktív világ” metróellenőreinek történetét meséli el.A rendezőt saját bevallása szerint elsősorban a jó és rossz küzdelme érdekli és érdekelte a film készítésekor.
A Kontroll műfaja nehezen behatárolható. Egyes kritikusok bűnügyi akcióthrillernek, mások filmvígjátéknak, illetve társadalmi szatírának tartják. Eme, a posztmodern filmművészetben szokásosan többrétegű és műfajilag sokszínű (eklektikus) alkotás mind képi- és hangulatvilágában, mind cselekményében valóban tartalmazza a fenti stílusok elemeit, sőt a „misztikus pszichothriller” (például: Twin Peaks) elemei is megtalálhatóak benne.
Figyelemre méltó a metró misztikus fényeiből és árnyékaiból kikevert képi világ, a film által teremtett, a kelet-európai mindennapok miliőjét idéző légkör, és az ennek megformálásában elsődleges, kiváló színészi alakítások – nemcsak a főbb, hanem a fontosabb mellékszerepek egy részét is népszerű és sikeres magyar színészek játsszák. A kritikusok szinte kivétel nélkül az alkotás erényei közé sorolják a képi világgal teljes egységet alkotó filmzenét, melyet a Neo együttes a rendezővel együttműködve alkotott meg. A filmbeli metróállomások helyszínéül gyakran egyszerre több állomást választottak, és a rajtuk felvett részeket utólag vágták össze egy jelenetté, így is módosítva a budapesti metró felújítások előtti építészeti arculatán, talán éppen megkönnyítve az elvonatkoztatást tőle.

## Cselekmény

### Főbb szereplők
A film főhőse Bulcsú (Csányi Sándor), aki egy ígéretes mérnöki pályát hagyott ott, vélhetően a túlhajszolt mindennapi élet és az állandó piszkos és alattomos küzdelmek, pozícióharcok elől menekülve és vegyülve a metró Alvilágába. Lassan ez az alvilág vált otthonává, amit nem képes elhagyni, álomra is a piszkos kőpadlón hajtja a fejét. Itt ismerkedik meg Szofival (Balla Eszter), akibe első látásra beleszeret; s aki az alkoholizmusa és a vasúttársaságnak súlyos anyagi kárt okozó balesete miatt elbocsátott, de minden hibája ellenére szeretetreméltó és tisztelet övezte exmozdonyvezető és jelenlegi metróvezető Béla (Kovács Lajos) lánya.
Bulcsú egy öttagú ellenőrbrigád tagja. Közvetlen munkatársai jellegzetesen magyar figurák: a pályakezdő és állandóan a vagányt mímelő, közvetlen, minden baj közt jó kedélyű és extrovertált újonc, Tibi (Nagy Zsolt); a harminc éve a vállalatnál dolgozó, és saját etikai normáit a metró vadvilágában is tartani próbáló középkorú csapatvezető, Professzor (Mucsi Zoltán), a higiéniai hiányosságai miatt minden más munkahelyről elbocsátott kültelki kisapacs, Lecsó (Badár Sándor), a szintén fiatal, egy különös pszichiátriai rendellenességben (narkolepszia) szenvedő Muki (Pindroch Csaba). Elsősorban ők képviselik a vígjátéki elemet a filmben csetlés-botlásaikkal, vicces bemondásaikkal és azzal, hogy állandóan véresre verik őket hol a rivális ellenőrbrigádok tagjai, hol a metrón utazó futballszurkolói kemény mag. Egy másik komikus elem a Gyalogkakukk (Mátyássy Bence) megjelenése. A techno-nemzedék e fiatal és gyorslábú suhanca az ellenőrök réme, aki állandóan lefújja őket gyorsan száradó habspray-vel, és mozgalmas üldözési jelenetek végén mindig meglóg a dühös ellenőrbrigád elől.
A szociológia szempontjából könnyedebb, de mélylélektanilag talán súlyosabb krimi- és thrillerelemet a filmben egyrészt Árnyék (Szabó Győző) képviseli, egy csuklyás-bőrkabátos sorozatgyilkos, aki áldozatait, a kiszemelt utasokat rendre a peron elé gördülő metrószerelvény alá löki; másrészt pedig a depresszióba süllyedt, az emberi méltóságát ért sérelmeket, a megaláztatásokat elviselni képtelen és szintén gyilkossá váló ellenőr, Laci (Nádasi László) tragédiája. Egyes értelmezések szerint Árnyék valójában a hasadt tudatú, esetleg disszociatív identitászavarban szenvedő Bulcsú egyik énje.

### Bulcsú története
Ki ne érezte volna már úgy egy adott pillanatban, hogy ki kell lépnie megszokott környezetéből? El kell bújnia a világ elől. Menekülni a múlt elől és a jelenből egyaránt. Eltűnni a föld felszínéről. Bulcsú elhagyja a régi ígéretes pályáját, és egy másik, világos szabályok szerint működő közegben keres menedéket. Megszakította minden kapcsolatát a felszínen folyó élettel és a jegyellenőrök sajátos, a társadalom örökös megvetésében élő családjába menekült. Rajta keresztül beleláthatunk az ellenőrök hétköznapjaiba, az utazók és a jegyellenőrök hol drámai, hol pedig komikus viszonyába.
(részlet a film „hivatalos” szinopszisából)
Bulcsú minden nap a metróperonon ébred. Miután a reggeli eligazításnak vége, a rivális brigád vezére, a protekcióval helyére került és többek közt emiatt is mindenki által megvetett Gonzó (Mihályfi Balázs) kihívja Bulcsút egy ún. „sínfutás-párbajra”, melyet az elfogad. Bepillanthatunk az ellenőrlét küzdelmes és csak kívülről humorosnak látszó mindennapjaiba, Bulcsú megismerkedik a jegy nélkül utazó és fura medvejelmezt viselő Szofival egy rövid és meglehetősen értelmetlen párbeszéd erejéig. Gyalogkakukk ismét lóvá teszi a brigádot (lefújva az újonc Tibit), és üldözése közben a brigád összefut az agresszív futballszurkolókkal, amiből verekedés kerekedik.
Este megtörténik a párbaj. Gonzó egy egykori ellenőr és sínfutóbajnok, jelenleg mankóval járó rokkant „K”, azaz Kripli (László Zsolt) társaságában érkezik, akinek lábujjait egy ilyen párbaj során levágta a metró; Bulcsút pedig Tibi kíséri. A sínfutás rituáléja a következőképp fest: miután az utolsó előtti metrószerelvény elhagyja a peront, a két bajnok leugrik és futni kezd utána. Ez (amint azt a Tibit felvilágosító „K” narrációjából megtudhatjuk) nem egyszerű dolog, mivel a sötét alagút padlója tele van csövekkel és elektromos vezetékekkel, maga az alagút pedig (minthogy nem takarítják) súlyos légzési nehézségeket okozó kosszal és grafitporral, a fő gond azonban az ún. éjféli expressz, az utolsó és utasokat sohasem szállító (és ezért meg nem álló) szerelvény, mely elég gyorsan végigszáguld az alagúton, és éri be a versenyzőket. A halálos futóversenyben Bulcsú győz, az opportunista és egoista Gonzó csak az ő segítségével tud az utolsó pillanatban kikecmeregni az alagútból a peronra, mielőtt az expressz elütné, és minthogy az izgalmaktól bevizel, eléggé megszégyenül.
Bulcsú a nehéz nap után ismét a peronon alszik, és Szofival álmodik. Másnap összefut régi mérnök(?)-kollégájával, Ferivel (Kulka János), a találkozás során nem sok minden derül ki Bulcsú régi életéből. Ez a találkozás az első olyan jelenet, ami kezdi megtörni a magyar filmvilágban hagyománnyal bíró „szocio-burleszk” hangulatot (Roncsfilm, Nyugatról keletre). Innentől kezdve a film egyre inkább Bulcsú egyszemélyes drámájára koncentrál; mely eddig is jelen volt a filmben, de a poénok nehezen tudatosulóvá tették. A hangulatváltozás fokozatos, de nem észrevétlen; mert hirtelen és meglepetést keltő, sőt egyenesen sokkoló törések: általában gyilkosságok biztosítják (Laci, az elkeseredett ellenőr elvágja egy őt pofonvágó utas torkát, illetve Árnyék – mintegy annak szimbólumaként, hogy a Vicc mostantól kezdve halott, tessék megkomolyodni, figyelni és reszketni, ahogy egy horrorhoz illik – megöli a huncut Gyalogkakukkot, épp mielőtt Bulcsú végre elfogná).
A gyilkossággal – mivel Árnyék alakja nem látszik a félautomata kamerák által készített felvételen – a főnökség (és kollégája, Muki is) Bulcsút gyanúsítja, aki erre kilép a szervezettől. Bulcsú összefut a megkérdőjelezhető módszereikről híres (a bliccelőket verő) Gonzó-csapattal, akik összeverik a szurkolóktól kapott ütésektől már amúgy is sebekkel teli exellenőrt (mivel most már nincs joga jegy nélkül utazni). Karmaik közül Béla menti ki. Bulcsú a „Metró-buli” – a metróban rendezett zenés jelmezbál – lézer-fényeire és hangjaira ébred. Mivel megbeszélték Szofival, hogy ennek helyszínén kell találkozniuk, a tömegbe vegyül, ahol azonban meglátja Árnyékot. Mivel Bulcsú látta őt, amikor meggyilkolta a Gyalogkakukkot, Bulcsúnak pedig több ok miatt is van oka rá haragudni (hiszen Árnyék az ő zsákmányát, a bliccelő Gyalogkakukkot Bulcsú orra elől taszította a halálba, azonkívül a gyilkosnak köszönhető az is, hogy munkáját elvesztette, sőt hogy törvényen kívülivé válhat), a találkozás elkerülhetetlenül konfliktushoz vezet. Árnyéknak nem sikerül sem a vonat alá löknie, sem agyonvernie Bulcsút. Bulcsú úgy próbál menekülni előle, hogy egy távozó metrószerelvény után ugrik és futni kezd az alagútban, a gyilkos követi. A két karakter küzdelme tehát egy klasszikus sínfutó-versenyben folytatódik, és ez az ezen a terepen tapasztaltabb Bulcsú győzelmével kell, hogy végződjön. Bulcsúnak sikerül az újabb érkező metrószerelvény elől a peronra ugrania, Árnyékot pedig vélhetően elgázolja a szerelvény. A hőst pedig az angyal-jelmezbe öltözött Szofi várja a peronon, akinek társaságában Bulcsú végre fel mer menni a mozgólépcsőn, a Fény világába, hogy ott próbáljon új életet kezdeni.

## Szereplők
- Csányi Sándor – Bulcsú, jegyellenőr, aki csapatot is vezet
- Balla Eszter – Szofi, Béla bá’ lánya, Bulcsú szerelme. Nevét onnan kapta, hogy egy Szófián át közlekedő vonaton született, amikor szülei hazautaztak a nyaralásukból.[4]
- Mucsi Zoltán – Professzor, Bulcsú kollégája
- Pindroch Csaba – Muki, a narkolepsziás ellenőr, Bulcsú kollégája
- Badár Sándor – Lecsó, Bulcsú kollégája
- Nagy Zsolt – Tibi, Bulcsú kollégája
- Mátyássy Bence – Gyalogkakukk (Bootsie), az ellenőrök réme, Árnyék utolsó áldozata
- Szabó Győző – Árnyék (Lökdösődő) / sínhegesztő
- Nádasi László – Laci, az ellenőr, aki később meggyilkolja a vele ellenséges utast.
- Scherer Péter – Kisfőnök, az ellenőrök közvetlen felettese. Eredetileg ellenőr szeretett volna lenni, de megbukott a pszichológiai teszten.
- Kovács Lajos – Béla bá’, metróvezető (korábbi mozdonyvezető), Szofi édesapja
- Horváth Károly – Tamás
- Cserhalmi György – a Belső Ellenőrzés vezetője
- Kulka János – Feri, Bulcsú volt kollégája
- Bicskei Kis László – Doki, az ellenőrök pszichológusa.
- László Zsolt – „K”, Kripli, tizenkétszeres sínfutás bajnok, Bulcsú barátja. Becenevét onnan kapta, hogy utolsó próbálkozásánál a metró levágta ujjait a bal lábfején.
- Mihályfi Balázs – Gonzó, a legjobb ellenőrcsapat vezetője, Bulcsú ellensége. Erőszakos módszereket alkalmaz munkája során.
- Eszenyi Enikő – részeg nő, Árnyék első áldozata
- Tóth József – Róbert
- Andrew Hefler – Junkie
- Törköly Levente – meleg utas
- Szentiványi Zsolt – utas, prostituált futtató
- Köllő Babett – prostituált
- Varga Livius – utas
- Derzsi János – utolsó utas
- Köves Ernő – utas
- Lázár Balázs – Nagydarab
- Völgyi Melinda – nagymellű nő
- Takáts Andrea – ellenőrnő, aki konfliktusba kerül Szofival
- Mucsi Sándor – a Belső Ellenőrzés tagja
- Gáspár Imola – ellenőrnő Gonzó csapatában
- Pintér Tamás – utas, Árnyék második áldozata
- Herendi Gábor – mentőápoló
- Galambos Péter – jegyellenőr
- Nick Árpád – a nagymellű nő párja
- Pápai Gyöngyi – prostituált

## Állomások
A filmben az alábbi állomások tűntek fel:
M2-es metróvonal:
- Déli pályaudvar kihúzó
- Moszkva tér (ma Széll Kálmán tér)
- Batthyány tér
- Deák Ferenc tér
- Astoria
- Blaha Lujza tér
- Stadionok (ma Puskás Ferenc Stadion)
- Fehér úti Főműhely és metró kocsiszín

M3-as metróvonal:
- Határ út
- Népliget
- Nagyvárad tér
- Klinikák (ma Semmelweis Klinikák)
- Ferenc körút (ma Corvin-negyed)
- Deák Ferenc tér
- Arany János utca
- Nyugati pályaudvar
- Lehel tér
- Dózsa György út
- Újpest-városkapu
- Újpest-Központ kihúzó

## Érdekességek
- Nyolc profi filmrendező kapott kisebb szerepeket a filmben: a konkurens ellenőrbrigád vagy metróhelyszínelők tagjait alakították.
- A stáb csak napi 5 órát tudott forgatni a metróban, az éjszakai üzemszünet idején, 23:30 és 4:30 között. A forgatás 40 éjszakán át tartott.
- A film 2003-as bemutatója előtt 20 évig nem szerepelt magyar film a Cannes-i Filmfesztivál versenyprogramjában.
- Antal Nimród a film forgatókönyvét eredetileg angolul írta meg.
- A Szofit alakító Balla Eszter helyett egy alkalommal, amikor neki színházi fellépése volt, a húga pótolta – ezt megkönnyítette, hogy a megformált karakter a cselekmény nagy részében egy medvejelmezt visel.
- A Csányi Sándor által alakított Bulcsú szerepét eredetileg Bertók Lajos játszotta volna, de három nappal a forgatás előtt alkoholfüggőségi problémák miatt Antal Nimród megvált a színésztől.
- Csányi magányos jeleneteit a forgatás első hét napján vették fel, aki így szépen ráhangolódott a karakterre. A dologra a való élet is rájátszott: elég embert próbáló volt akkor a színész élete (délelőtt próbált, este színházban játszott, éjszaka forgatott – hetekig). Aztán annyira belelendült, hogy az építészes monológját (amikor Kulka Jánossal találkozik) rögtönözte.
- Antal Nimródnak kilenc hónapjába telt, mire engedélyt kapott arra, hogy a metróban forgathasson. Az engedély egyik feltétele az volt, hogy a BKV akkori vezetője, Aba Botond elmondhassa a film elején, hogy az alkotás fikció, és nem szabad az alapján megítélni az ellenőröket.
- Piroch Gábor, a nemzetközileg is ismert kaszkadőr és kaszkadőrkoordinátor 2003-ban a Kontroll miatt hagyta ott két napra a Terminátor 3. – A gépek lázadása forgatását, hogy besegítsen egy kicsit a kezdő magyar rendezőnek.
- A Kontroll egyik humoros jelenete, amikor Nagy Zsolt figurája, Tibi az aluljáróban rohanva nekiütközik egy oszlopnak. A dolog nem szerepelt a forgatókönyvben, véletlenül történt, de a rendező úgy döntött, benne hagyja a filmben. A jelenet forgatása során Nagy Zsolt úgy megsérült, amikor társa, Mucsi Zoltán a fülénél fogva húzta fel az ütközés után, hogy a színész fülét össze kellett varrni.
- A film végi sínfutást úgy vették fel, hogy a metró dízelmozdonya húzta a kamerát és a felszerelést, mögöttük loholt a két színész, utánuk pedig egy következő mozdony tolta a feszültségmentesített pályán érkező újabb szerelvényt. Úgy alakult, hogy az első mozdony füstje megrekedt az alagútban. Antal Nimród elmondása szerint Csányi Sándor zöldülő fejét látva először azt gondolta, micsoda élethű az alakítása, de aztán észbe kapott, és leállította a jelenetet, mielőtt megfulladnak a színészek.
- Néhány jelenetet a metró helyett filmgyári műteremben vettek fel. (Ilyen például, amikor Bulcsú a szűk barlangjáratban mászva rátalál Árnyékra és az is amikor a metrós buli közben verekednek.)
- Antal Nimród budapesti metrós korszaka még 1997-ben kezdődött a Warpigs együttes Szandál című slágeréhez forgatott videóklippel, majd 2000. januárjában elkészítette a Kontroll előzetesének (demo-jának) tekinthető Alagútpatkányok című rövid videót.[5][6]

## Bakik
- A sínfutás előtt Tibi és „K” a peronon sétál. Két egymás után következő jelenetben ugyanazon a részen haladnak, pedig folyamatosan előrefelé mennek.
- A Gyalogkakukk halála előtti kergetőzés elején a metró első kocsija már az alagútban van.
- Muki elalszik a peronos ellenőrzés során. Mikor Bulcsú és Tibi lefektetik a padra, rajta van a karszalagja. Amikor elhagyják, már nincs rajta. (Ennek oka, hogy a rendező – maga se tudja miért – kivágta azt a jelenetet, amikor Tibi leveszi a karjáról, és beteszi a zsebébe.)[7]
- Amig Nagy Zsolt füle gyógyult, a 2002 végén szünetelő forgatás idején eltört Mucsi Zoltán jobb karja. A januárban újrakezdett üldözéses jelenetekben - amiben a Gyalogkakukkot alakító Mátyássy Bencét kergetik - Mucsi Zoltán gipszbe kötött jobb karja egyaránt látható egy szűrke sállal letakarva, illetve anélkül.

## Kimaradt jelenetek
- Tibi és a Professzor apa-fia monológja eredetileg hosszabb Muki első elalvása után.
- Az ellenőri eligazítás után Gonzó beszól Bulcsúnak, aki veszi a lapot.
- Lecsó egy kisfiúnak nézi a jegyét, de mivel nincs neki, megeszi a szendvicsét.
- Muki narkolepsziás rohamot kap a rendőrrel való vita végén.
- A futtatóval és a lányokkal való metrókocsis jelenet hosszabb.
- A Varga Livius által játszott utassal való jelenet verziói.
- A huligánokkal való verekedés utáni jelenet hosszabb.
- „K” jelenete hosszabb, láthatjuk a balesetét.
- A nagymellű nővel felvett jelenet verziói, majd Tibi egy fiatal férfit ellenőriz.
- Professzor és Lecsó közös ellenőrzése hosszabb.
- Lecsó ellenőriz, közben iszik az üvegéből, és táncol az egyik hölgy utassal.
- Tibi leveszi Muki pántját a karjáról a harmadik narkolepsziás rohama után, és beteszi Muki zsebébe.
- Bulcsú alagutas jelenete hosszabb.
- Bulcsú és Szofi randi jelenete hosszabb.
- Gonzóék kizavarják a metrókocsiból az utasokat, majd megverik Bulcsút, a verekedés végén Gonzó ököllel adja meg a kegyelemdöfést.
- A verekedés után Béla jelenete hosszabb. Béla elmondja Bulcsúnak, hogy innentől csak jobb lehet a helyzet, illetve megígéri, hogy vigyázni fog rá.
- Bulcsú álmában visszaemlékezik a gyermekkorára.
- A búcsújelenethez is több verzió készült, az egyikben Szofi és Bulcsú összeérintik fejüket, és egymás kezét fogják.

(Forrás: Jocó 800, YouTube

## Fogadtatás

### Kritikai visszhang
„A most következő filmalkotás fiatal művész munkája, akit szeretnék barátomnak tudni, bár nem régen ismerjük egymást. Mint azt hosszú beszélgetéseink alkalmával elmondta, őt a jó és a rossz küzdelme foglalkoztatja.
Amit játékfilmjében ábrázol az fikció, fiktív föld alatti világ. Sem maga a helyszín, sem az ott történő események, sem az események szereplői nem köthetők a BKV-hoz, mert univerzális gondolatokat tükröznek.
Sokan óvtak attól, hogy a budapesti metrót átengedjük a forgatásokhoz, féltek attól, hogy a filmben lejátszódó jelenetek és szereplők rossz fényt vetnek társaságunkra. Én ezt másként látom. Büszke vagyok arra, hogy egy első filmes rendező munkáját segítettük azzal, hogy a metró különleges atmoszférájú helyszíneit a művész rendelkezésére bocsátottuk. Meggyőződésem, hogy a nézők el tudnak vonatkoztatni a konkrét helyszínektől, és a szereplőket sem azonosítják a BKV ellenőreivel, hiszen a világ amelyben a cselekmény lejátszódik nyilvánvalóan szimbolikus.”
Aba Botond prológja (egykori BKV vezérigazgató beszéde a film elején)
„Antal Nimród bemutatkozó nagyjátékfilmje egyszerre kocsikázás a posztkommunista tudatalatti szellemvasútján és száguldás az új magyar közönségfilm tarka szerelvényein. A Kontroll legnagyobb erénye, hogy a hazai filmekből hiányzó pergő és plasztikus elbeszélőmódot kiválóan ötvözi a – szintén hiányzó – erős és egyedi atmoszférateremtéssel.”
Filmkultúra
„A zenében is ez a közérthetőség volt a célom. Nagyon fontos a zene, de ne vigye el a filmet. Nagyszerű egybecsengés volt a NEO-val való munka. Nem az én világom az elektronikus zene, de láttam egy NEO klipet, és nagyon tetszett. Végső lépésként Mucsi Zoli hívta fel rájuk a figyelmemet, mondván, hogy van a feleségének egy unokaöccse, a Márk és ő a NEO-ban zenél, és nagyon ügyesek. Amikor leültünk, és előadtam nekik lemezeket mutogatva, hogy mire is gondoltam, megragadott a szakmai felkészültségük, és egyszerűségük. Rögtön tudtam, hogy jó választás.”
Antal Nimród, a film rendezője (https://web.archive.org/web/20050407005255/http://www.ffe.hu/bpfilm/standardhtml/kontrolls.html)
„A cselekménybe ügyesen beleszőtt krimiszál, illetve a vígjátéki szituációk sora mutatja, hogy a bemutatkozó nagyjátékfilm, a Kontroll jó néhány jelenetét szintén a műfajok iránti érdeklődés formálta. Nincs ezzel semmi baj, azzal már inkább, hogy a rendező időnként megingott a cselekményvezetés mikéntjét illetően, és átmenetileg többször elveszítette egyensúlyérzékét a történet hullámvasútján. A nagy formával nehezebben boldogult, mint a kisebbekkel, és túl sok mindent akart egyetlen műbe beleszuszakolni. A Kontroll ily módon remek részletmegoldásokkal teli, ámde nem kellően kompakt, magyarán kétarcú film lett.”
Filmvilág.hu
„Sikeresen ötvözi az amerikai akciófilmek lendületességét a borongós-töprengős magyar lélek modorával” – folytatódik az elemzés. „A Kontroll földalatti világának szereplőin keresztül a rendező gazdag képet fest a modern Magyarországról, rávilágítva az Unióhoz csatlakozó ország előtt és mögött álló problémákra.”
Screendaily, amerikai filmes folyóirat (http://www.magyar.film.hu/object.5a0040cd-6949-4555-a3f5-e6b1b7920331.ivy)
„Mese és valóság speciális keveréke, amely némileg a poklot jelképezi, ahol rendkívüli formában mégis érvényesül az istenadta szabad akarat. A hősök kitaszítottak, de emberségük érvényes, és annak próbája folyamatosan működik. Köztük munkálkodik az »Árnyék«, a gyilkológép, aki a meghasonlott lelkeket a sínekre löki (kiemelkedő, kétperces színészi teljesítmény Eszenyi Enikőé, aki az egyik áldozat szerepét játssza). A főhős ezt a gonosz hatalmat semmisíti meg, hogy mackó jelmezéből kibújt szerelme angyali hívásának engedve felfelé merjen indulni a napfényre. Sok a piros festék, a vér, a sivárság, a szemét. De megbocsátjuk, mert igaz, valódi, mert déjà vu, amit átélünk.”
Távlatok (http://w3.externet.hu/~tavlatok/64media.htm )

### Nézettségi adatok
A nézettségi adatok szerint 260 159 jegyet adtak el rá. Egy kevésbé hiteles alternatív forrás szerint a nézőszám 269 312 volt.

### Díjak
- 40. Chicagói Nemzetközi Filmfesztivál fődíja: az Arany Hugo-díj
- Varsói Nemzetközi Filmfesztivál közönségdíja
- Aubagne-i ALCIME Filmfesztivál: legjobb zene, legjobb forgatókönyv
- Cannes-i fesztivál – Ifjúság díja, 2004
- Aranycsirke-díj, 2005

## Házimozi-megjelenés
- 2004: VHS
  - DVD- Audiokommentár az 5 ellenőrrel+Ajánló az Extra kiadásról
  - DVD-Kölcsönzői változat (ezen vörös a KONTROLL felirat).
  - DVD Extra Változat-Duplalemezes,Papír/Dísztokos változat, extrákkal.
- 2005: DVD+Filmzene CD (nagyon ritka)
- 2009: Blu-Ray (nagyon ritka)!